# Палаццески, Альдо
А́льдо Палацце́ски (итал. Aldo Palazzeschi; 2 февраля 1885, Флоренция — 17 августа 1974, Рим; похоронен во Флоренции) — псевдоним Альдо Джурлани (итал. Giurlani), итальянского романиста, поэта, журналиста и эссеиста.

## Биография
Родился во Флоренции в состоятельной буржуазной семье. Следуя указаниям своего отца, он изучал бухгалтерский учёт, но отказался от этого занятия, так как увлекся театром и актёрским мастерством. В 1902 году окончил техническое училище. Уважая желание своего отца, чтобы фамилия не ассоциировалась с актёрской деятельностью, он выбрал в качестве псевдонима девичью фамилию своей бабушки по материнской линии Палаццески.
Комфортные условия жизни его семьи позволили ему опубликовать в 1905 году свою первую книгу стихов «I cavalli bianchi» («Белые кони»), используя свой актёрский псевдоним.
После встречи с Филиппо Томмазо Маринетти Палаццески стал страстным футуристом. Однако он никогда не был полностью идеологически солидарен с движением и поссорился с группой из-за участия Италии в Первой мировой войне, против которого он выступал, хотя провел короткий период на передовой после того, как был призван в армию в 1916 году. С 1926 года работал журналистом в газете «Corriere della sera»; часто бывал в Париже.
Его «футуристический период» (примерно 1910-е годы) был очень плодотворным временем, когда он опубликовал серию работ, укрепивших его репутацию. Наиболее заметным из них является его аллегорический роман-фантасмагория «Кодекс Перла́» (Il codice di Perelà, переведенный на английский как «Человек из дыма»), опубликованный в 1911 году. Маринетти обычно раздавал больше экземпляров опубликованных им футуристических книг, чем продавал, и Палаццески позже вспоминал, что в 1909 году было роздано так много экземпляров одной из его книг, что даже ему не удалось раздобыть экземпляр.
В межвоенные годы поэтическое творчество Палаццески сократилось, поскольку он занялся журналистикой и другими занятиями. Он не принимал участия в официальной культуре фашистского режима, но обнаружил, что работает в различных журналах, которые это делали. Некоторые из них были: Pegaso (ит.), Pan (ит., под редакцией Уго Охетти (ит.)) и Il Selvaggio (ит., под редакцией Мино Маккари (ит.)).
В конце шестидесятых и начале семидесятых он снова начал публиковаться, выпустив серию романов, которые вновь обеспечили ему место в новом, послевоенном авангарде. Он умер в 1974 году в своей квартире в Риме.

## Наследие
Сегодня Палаццески часто считают оказавшим важное влияние на более поздних итальянских писателей, особенно неоавангардистов, как в прозе, так и в стихах. Его работам присущи «гротескные и фантастические элементы».
Французский композитор Паскаль Дюсапен сочинил оперу «Perelà, uomo di fumo» (премьера состоялась в 2003 году), основанную на романе Палаццески.

## Опубликованные работы
- I cavalli bianchi (1905)
- Lanterna (1907)
- Poemi (1909)
- L’incendiario (1910)
- Il codice di Perelà (1911)
- Il controdolore (1914)
- Due imperi… mancati (1920)
- L’interrogatorio della contessa Maria (1925)
- La piramide (1926)
- Stampe dell’Ottocento (1932)
- Sorelle Materassi (1934)
- Il palio dei buffi (1936)
- Allegoria di novembre (1943)
- Difetti 1905 (1947)
- I fratelli Cuccoli (1948)
- Bestie del '900 (1951)
- Roma (1953)
- Scherzi di gioventù (1956)
- Il buffo integrale (1966)
- Il doge (1967)
- Cuor mio (1968)
- Stefanino (1969)
- Storia di un’amicizia (1971)
- Via delle cento stelle (1972)